# 石井清信
石井 清信（いしい きよのぶ、生没年不詳）は、江戸時代前期の武士で、肥前蓮池藩筆頭家老。知行900石。通称は又左衛門（またざえもん）。石井文左衛門清次の四男として生まれるが、兄内匠清房の養子となり家老職を継ぐ。第2代蓮池藩主鍋島直之に仕える。
なお、清信の祖父石井茂成は、佐賀藩祖鍋島直茂の正室陽泰院の甥であり、初代藩主鍋島勝茂の従兄にあたる。